# Julia Clukey

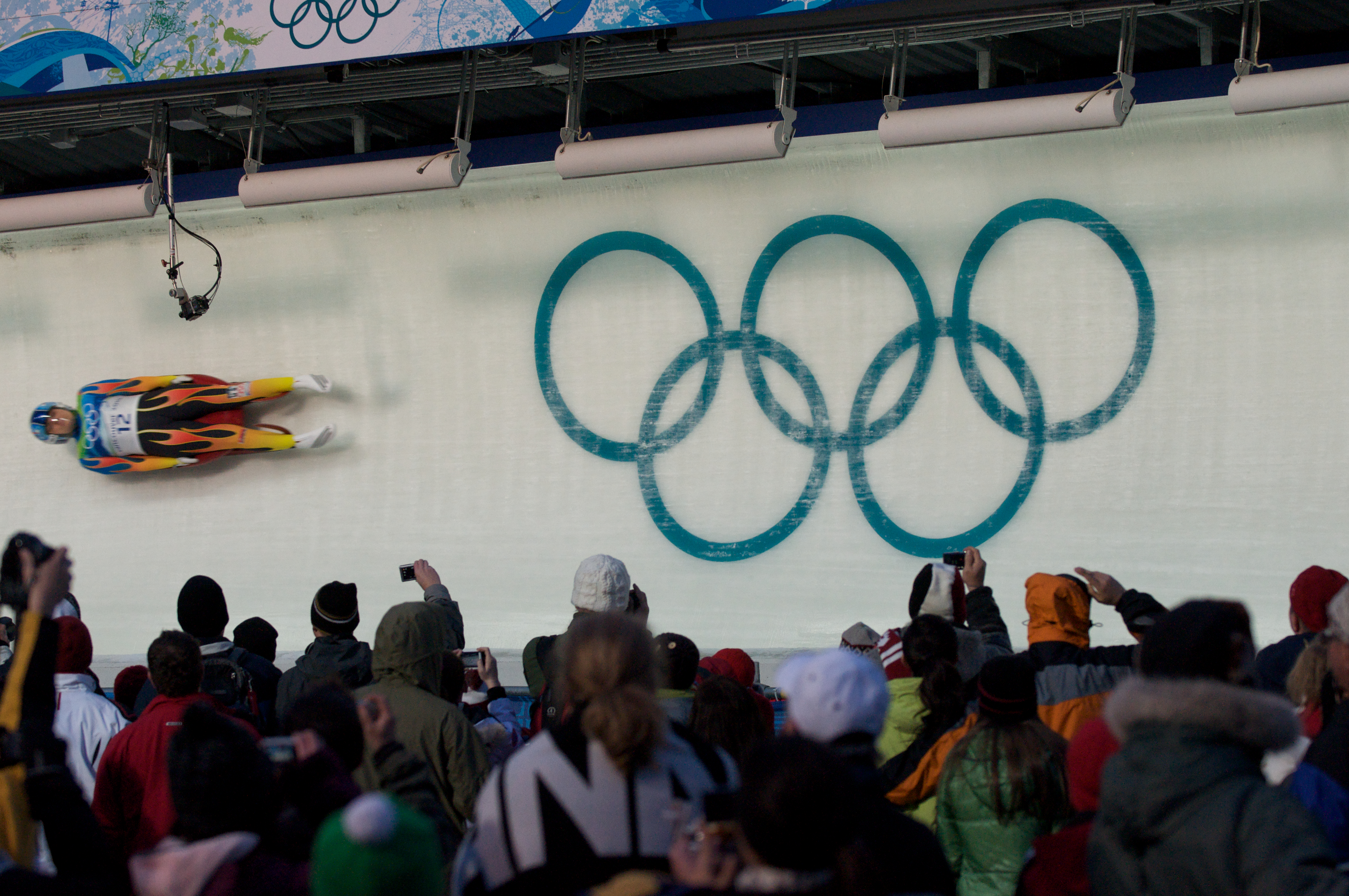
Zjazd Julii Clukey podczas ZIO w Vancouver

Julia Clukey (ur. 29 kwietnia 1985 w Augusta, Maine, Stany Zjednoczone) – amerykańska saneczkarka, startująca w konkurencji jedynek.
Startowała na Igrzyskach w Vancouver. W konkurencji jedynek zajęła 17. miejsce.
Po sezonie 2014/2015 postanowiła zakończyć sportową karierę.

## Osiągnięcia

### Igrzyska olimpijskie
| Rok  | Miejsce   | Jedynki |
| ---- | --------- | ------- |
| 2010 | Vancouver | 17.     |

### Mistrzostwa świata
| Rok  | Miejsce     | Jedynki | Drużyna mieszana |
| ---- | ----------- | ------- | ---------------- |
| 2007 | Innsbruck   | 8.      | -                |
| 2008 | Oberhof     | 12.     | -                |
| 2009 | Lake Placid | 5.      | -                |
| 2011 | Cesana      | 12.     | odwołano         |
| 2012 | Altenberg   | -       | -                |
| 2013 | Whistler    | 9.      | -                |
| 2015 | Sigulda     | 17.     | -                |

### Mistrzostwa Ameryki i Pacyfiku
| Rok  | Miejsce     | Jedynki |
| ---- | ----------- | ------- |
| 2013 | Lake Placid | 1.      |
| 2014 | Whistler    | 4.      |
| 2015 | Lake Placid | 4.      |

### Puchar Świata

#### Miejsca w klasyfikacji generalnej
| Sezon     | Miejsce |
| --------- | ------- |
| 2002/2003 | 17.     |
| 2003/2004 | 23.     |
| 2004/2005 | 26.     |
| 2006/2007 | 19.     |
| 2007/2008 | 12.     |
| 2008/2009 | 30.     |
| 2009/2010 | 13.     |
| 2010/2011 | 14.     |
| 2011/2012 | -       |
| 2012/2013 | 6.      |
| 2013/2014 | 22.     |
| 2014/2015 | 21.     |

#### Miejsca na podium chronologicznie
| Nr | Dzień    | Rok  | Miejscowość | 1. Zjazd | Wynik 1. | 2. Zjazd | Wynik 2. | Łączny czas  | Lokata | Strata   | Zwycięzca            | Przypisy |
| -- | -------- | ---- | ----------- | -------- | -------- | -------- | -------- | ------------ | ------ | -------- | -------------------- | -------- |
| 1. | 9 lutego | 2013 | Lake Placid | 44.383 s | 3.       | 44.352 s | 3.       | 1:28.735 min | 2.     | +0.295 s | Natalie Geisenberger | -        |